# Орко-Фельино
Орко-Фельино (итал. Orco Feglino) — коммуна в Италии, располагается в регионе Лигурия, в провинции Савона.
Население составляет 872 человека (2008 г.), плотность населения составляет 49 чел./км². Занимает площадь 18 км². Почтовый индекс — 17024. Телефонный код — 019.
Покровителем коммуны почитается святой Лаврентий, празднование 10 августа.

## Демография
Динамика населения:

## Города-побратимы
- Ле-Кресте, Франция

## Администрация коммуны
- Официальный сайт: